# Верхнемайск
Верхнемайск — упразднённое село в Селемджинском районе Амурской области России. Исключено из учётных данных в 1977 году.

## География
Село располагалось на левом берегу реки Селемджа в месте впадения в неё реки Малый Наэрген, на расстоянии примерно 14 километров (по прямой) к северу от поселка Златоустовск.

## История
Село возникло в 1891 году как золоторудный прииск Майский.
По данным 1926 года посёлок Майский входил в состав Экимчанского сельсовета Селемджино-Буреинского района Амурского округа Дальневосточного края.
Решением Амурского облисполкома № 116 «Об изменениях в административно-территориальном делении области» от 14 апреля 1977 г. село Верхнемайск исключено из учётных данных.

## Население
По данным 1926 года в Майском имелось 2 хозяйств и проживало 4 человека (2 мужчин и 2 женщины). В национальном составе населения преобладали якуты.